# Еміль Левассор
Еміль Констант Левассор (фр. Émile Levassor, 21 січня 1843 року, Маролле-ан-Урепуа — 14 квітня 1897 року, Париж) — французький інженер, піонер автомобільної промисловості.

## Біографія
Еміль Левассор народився 21 січня 1843 року в родині фермера Етьєна Константа Левассора та його дружини Жюстін в Маролле-ан-Урепуа.
Отримав освіту в «Еколе Сентрал», французькрму інституті досліджень і вищої освіти в галузі інженерних наук, після закінчення якого отримав роботу в Кокерріл, Бельгія. Еміль Левассор був фахівцем з газових двигунів.
У 1889 році Левассор був названий лицарем Почесного легіону.
У 1890 році він одружився в Етрета з Луїзою Кейрол, вдовою Едуарда Саразіна.
27 вересня 1896 року Левассор постраждав у ДТП в Лапалуді у Верхньому Воклюзі під час спроби уникнути собаки в гонці Париж-Марсель-Париж. Настуного року він помер.
Після відспівування в Соборі Паризькій Богоматері 7 квітня 1897 р, він похований на кладовищі Сен-Шерон у Шартрі.
Ліді Саразін-Левассор, французька письменниця, була усиновленою онукою та одною із спадкоємців Еміля Левассора.

## Конструкторська діяльність

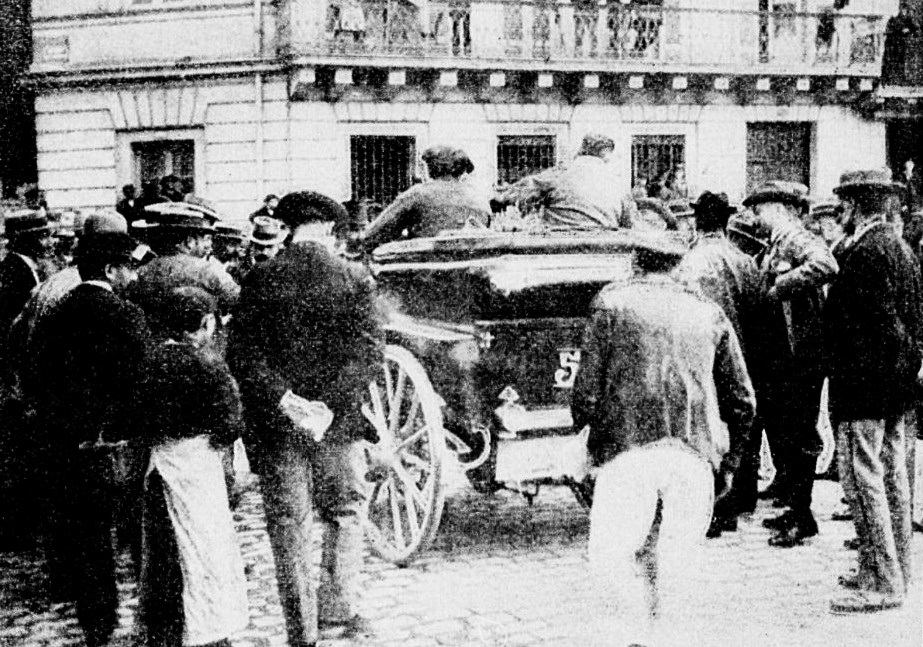
Еміль Левассор в Бордо, під час перегонів Париж-Бордо-Париж 1895 р. : перед англійською кав'ярнею

У 1888 році Готтліб Даймлер винайшов двигун, що працює на бензині, який запропонував продавати в Бельгії та Франції своєму знайомому — Саразену, а той — Левассору. Компанія Panhard & Levassor почала виробляти 2-циліндровий ДВЗ Даймлера. Коли помер Саразен, права на патенти в двох країнах перейшли у спадщину його вдові — Луїзі Саразен, з якою одружився Еміль. Питання з оплатою патенту відпало. У вересні 1890 року Левассор пише листа Даймлеру, щоб той приїхав до Парижа для консультацій. У 1889 році Панар і Левассор вирішиди виробляти «самохідні вози», в цьому їм допомагає Арман Пежо. У січні 1891 року Арман Пежо експериментувати з автомобілями, використовує двигун Daimler V2, виготовлений на PL. Наприкінці липня 1891 року Еміль Левассор випробовує новий прототип, який прозвали «крабом».
Він мав 4 колеса, мотор встановили спереду, а тягові колеса — ззаду, до цього автомобілі мали заднє або центральне розташування двигуна, щоб максимально наблизити мотор до ведучого моста. Тепер же цей тип компонування, який тоді прозвали системою Панара, відомий як «класичне компонування». Коробка передач була 3-ступінчастою, причому передачі переключалися дуже жорстко, тому що синхронізаторів не було, і як говорив Левассор: «Так, конструкція груба, але вона їде». Вся конструкція трималась на дерев'яній рамі, яка була взута в монолітні гумові покришки. Після випробування автомобіля в поїздці Порт-д'Іврі — Булонь і назад, Левассор запустив машину у виробництво.
У листопаді 1891 році починається «масове» виробництво автомобілів, фірма отримала замовлення на 30 машин, всі фірми, які будували автомобілі до цього, робили «штучний товар». Левассору навіть надіслали телеграму: «Вітаю, Ви — батько масового автомобіля».
Разом з Рене Панаром Еміль Левассор працював над виробництвом автомобілів під брендом «Панар-Левассор». Торговою маркою цього виробника була монограма, що асоціювала літери P та L, ініціали прізвищ двох засновників. Після війни вантажні автомобілі та інші транспортні засоби, що випускалися компанією, носили лише ім'я «Panhard», ця монограма «PL» залишалася у користуванні до кінця виробництва легкових автомобілів у 1967 році, зберігаючи таким чином пам'ять Еміля Левассора.
Компанія «Панар-Левассор» успішно працювала на автомобільному ринку до 1965 року, поки не злилася з більш сильною компанією «Сітроен».

## Автомобільні перегони
З розвитком автомобільної техніки автоперегони викликали все більший інтерес в учасників змагань, глядачів і організаторів змагань. Еміль Левассор неодноразово брав участь у перегонах. 22 липня 1894 у перших перегонах за маршрутом довжиною 126 км від Парижа до Руана він прийшов після Іпполіта Панара (сина Рене), який став четвертим. Левассор виграв через рік перегони «Париж-Бордо-Париж» — у червні 1895 року. Широко відома його фраза, сказана після закінчення перегонів: «Це було безумство! Я робив до тридцяти кілометрів на годину!» Тоді його дискваліфікували, тому що його автомобіль не був чотиримісним, як того вимагали правила.

## Данина пам'яті Еміля Левассора
26 листопада 1907 року був урочисто відкритий пам'ятник Емілю Левассору біля входу в Булонський Буань. Скульптор Жуль Далу представляв Левассора за кермом автомобіля, в якому він виграв гонку Париж-Бордо-Париж. Пам'ятник, який фінансувався за рахунок державної підписки, був запропонований Парижу. Далоу змоделював ескіз пам'ятника, але помер до його реалізації, тому був виконаний художником Камілем Лефевром. Внаслідок будівельних робіт на кільцевій дорозі пам'ятник було перенесено у 1972 році до теперішнього місця на площі Александр-е-Рене-Пароді, в 16 окрузі Парижа.
У 1932 році у Парижі назвали на його честь вулицю Еміля Левассор.
У Лапалуді (Верхній Воклюз), де під час гонки Париж-Марсель-Париж сталася аварія Левассора, біля південного входу в село встановлена стела пам'яті.

## Галерея

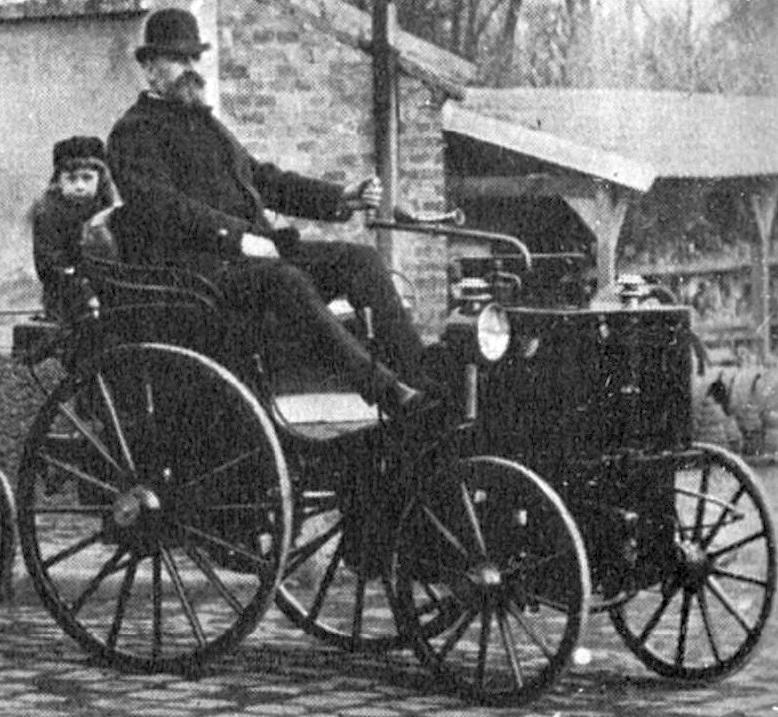
Еміль Левассор, який їхав на автомобілі P&L у 1892 році.
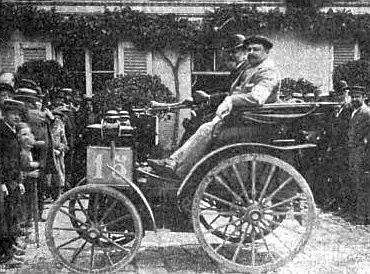
Panhard & Levassor №15 Еміля Левассора в Парижі-Руані 1894 р.
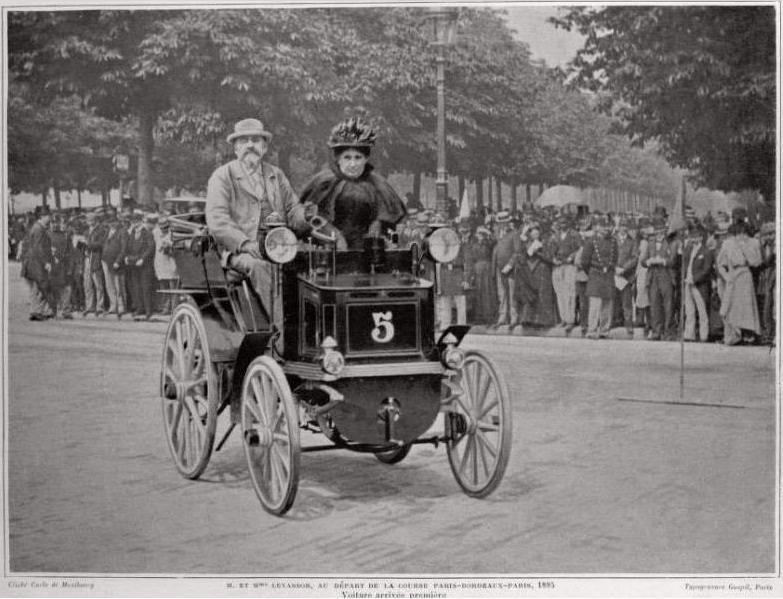
Еміль Левасор та його дружина, виїжджаючи з Парижа-Бордо-Парижа 1895 року.
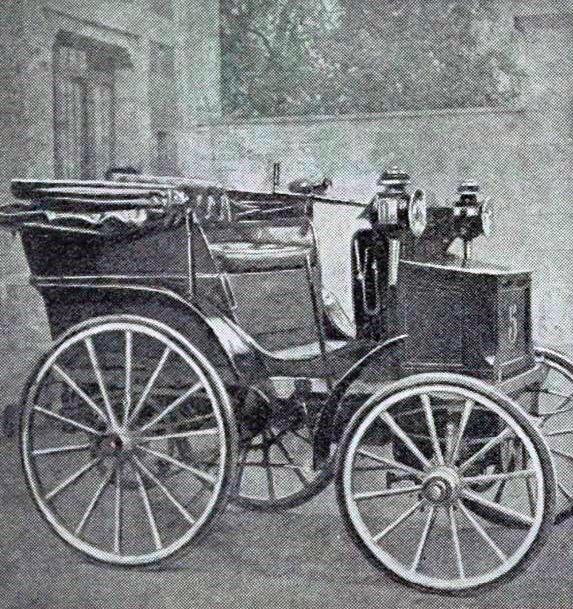
Panhard & Levassor №5 Еміля Левассора та Шарля д'Хостінге, переможця в Парижі-Бордо-Парижі 1895 року.
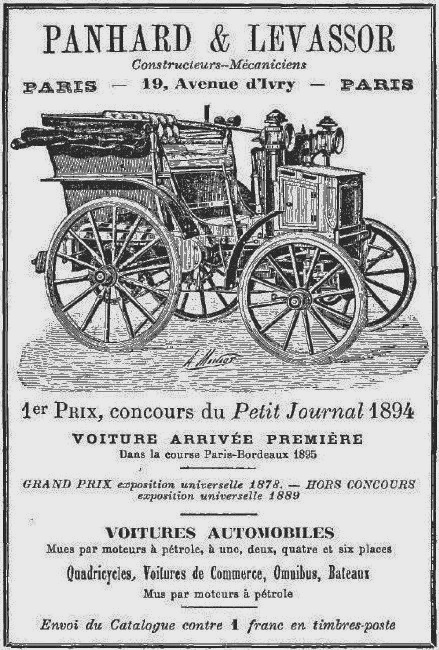
Реклама Панара (1896).
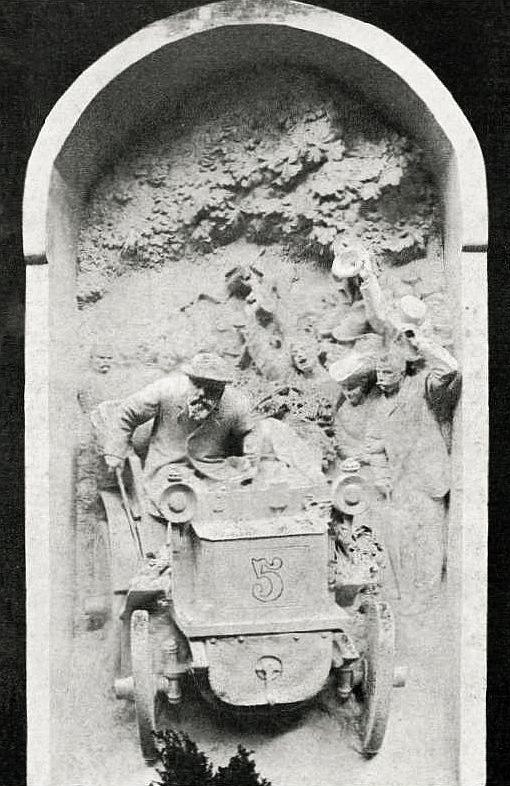
Тріумф Левассора (ескізи Жуля Далу, скульптора Каміля Лефевра - макет майбутнього пам'ятника, 1904 р.).
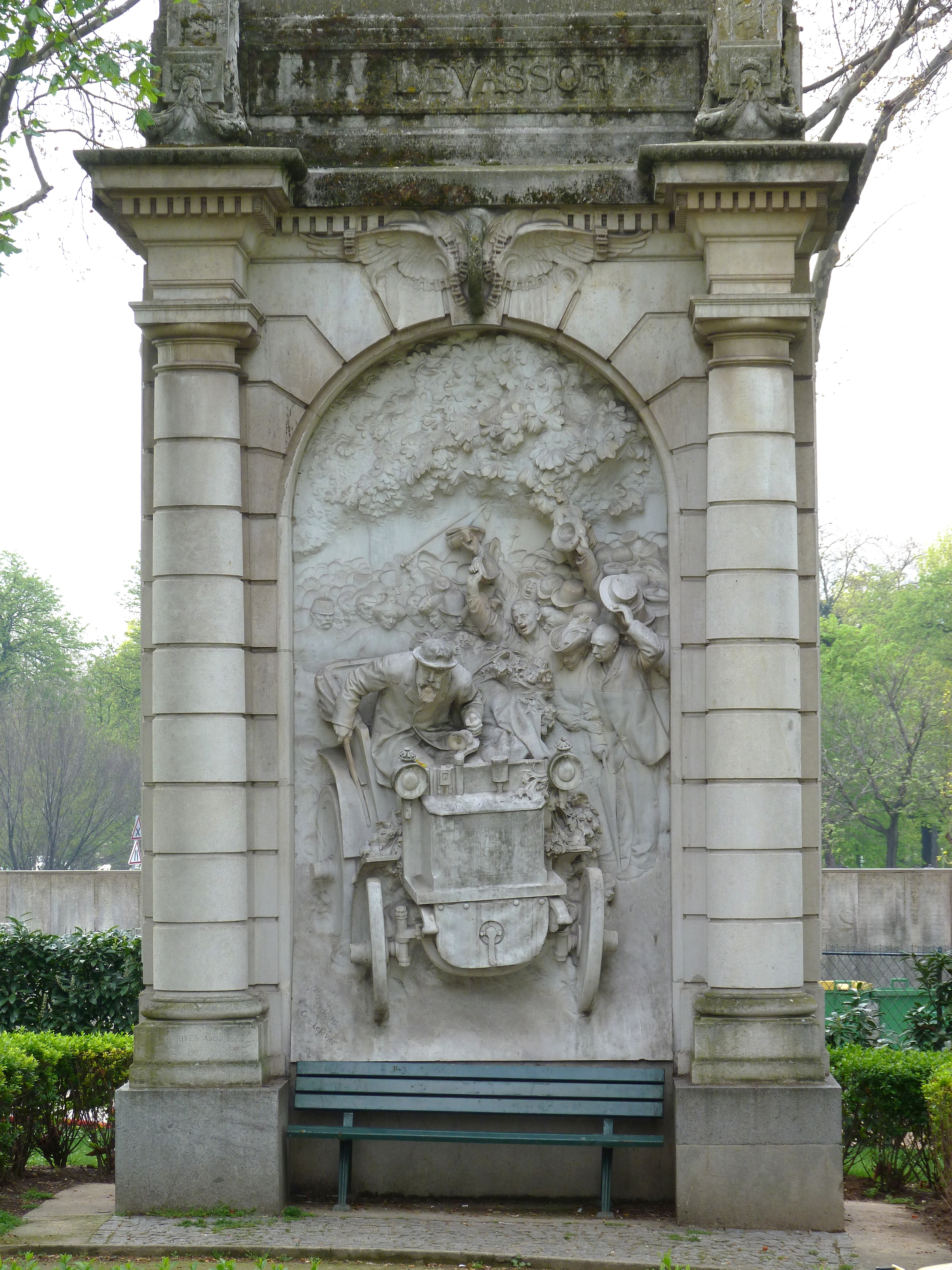
Пам'ятник Емілю Левасору (1907) Каміля Лефевра (за ескізами Жуля Далу).